# جمشید محرم‌اف
جمشید محرم‌اف (ترکی آذربایجانی: Cəmşid Məhərrəmov؛ زادهٔ ۴ اوت ۱۹۸۳) بازیکن فوتبال اهل جمهوری آذربایجان است.
از باشگاه‌هایی که در آن بازی کرده‌است می‌توان به باشگاه فوتبال روان باکو، باشگاه فوتبال آدانااسپور، باشگاه فوتبال کپز، و باشگاه فوتبال باکو اشاره کرد.
وی همچنین در تیم ملی فوتبال جمهوری آذربایجان بازی کرده‌است.